# 香港8號幹線

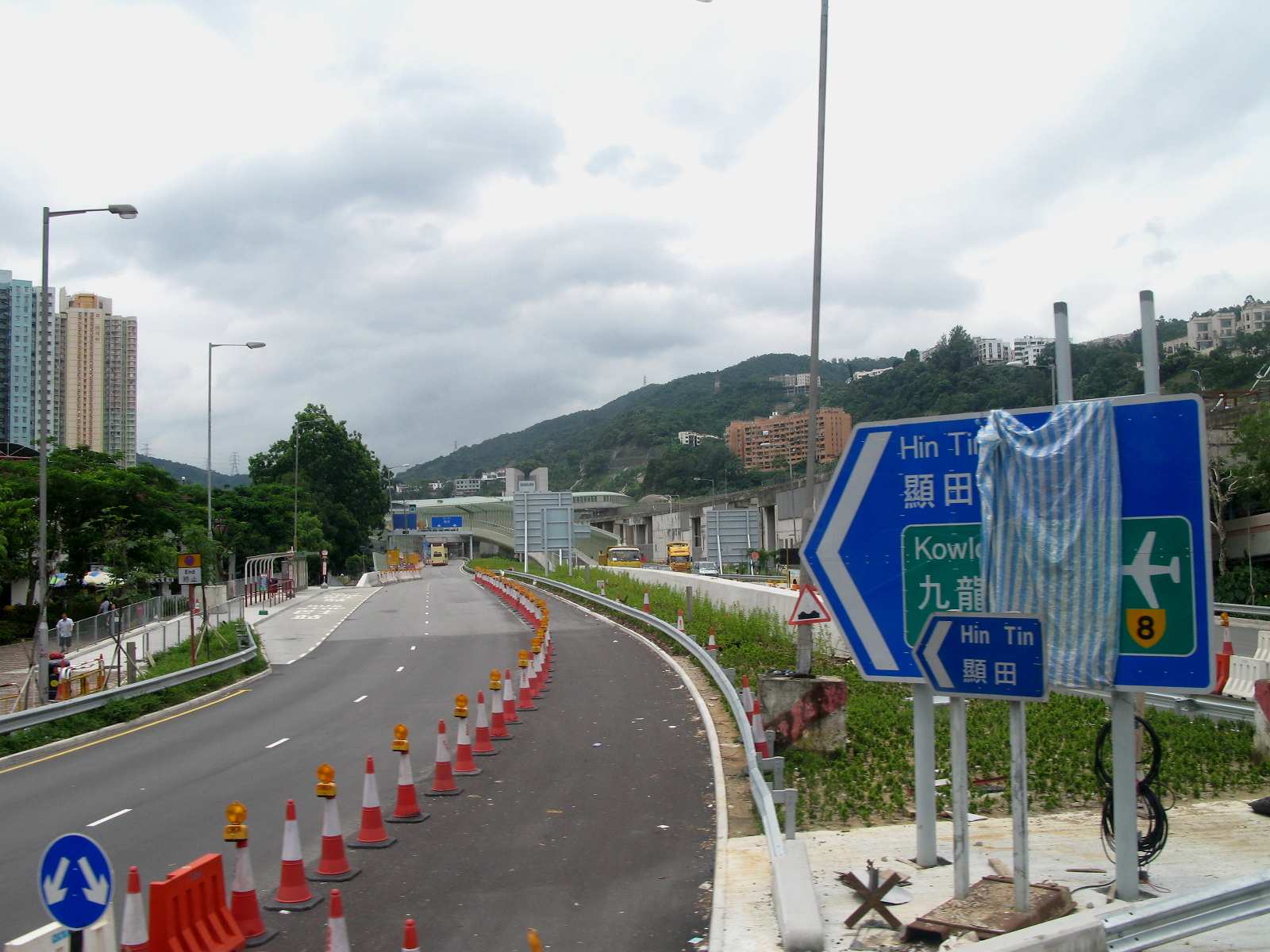
八號幹線沙田段近大圍顯田入口（未通車時）

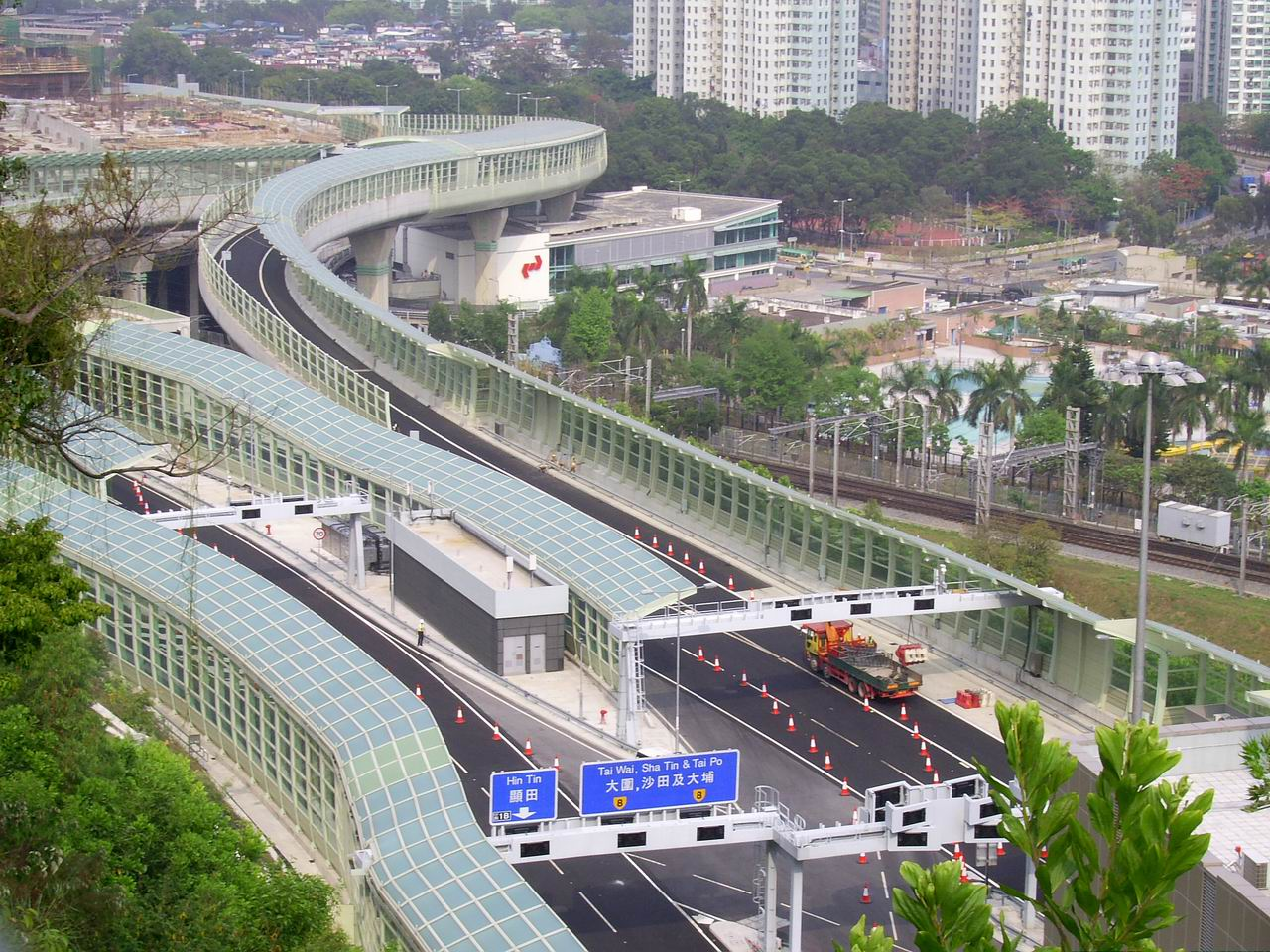
八號幹線大圍顯田出口

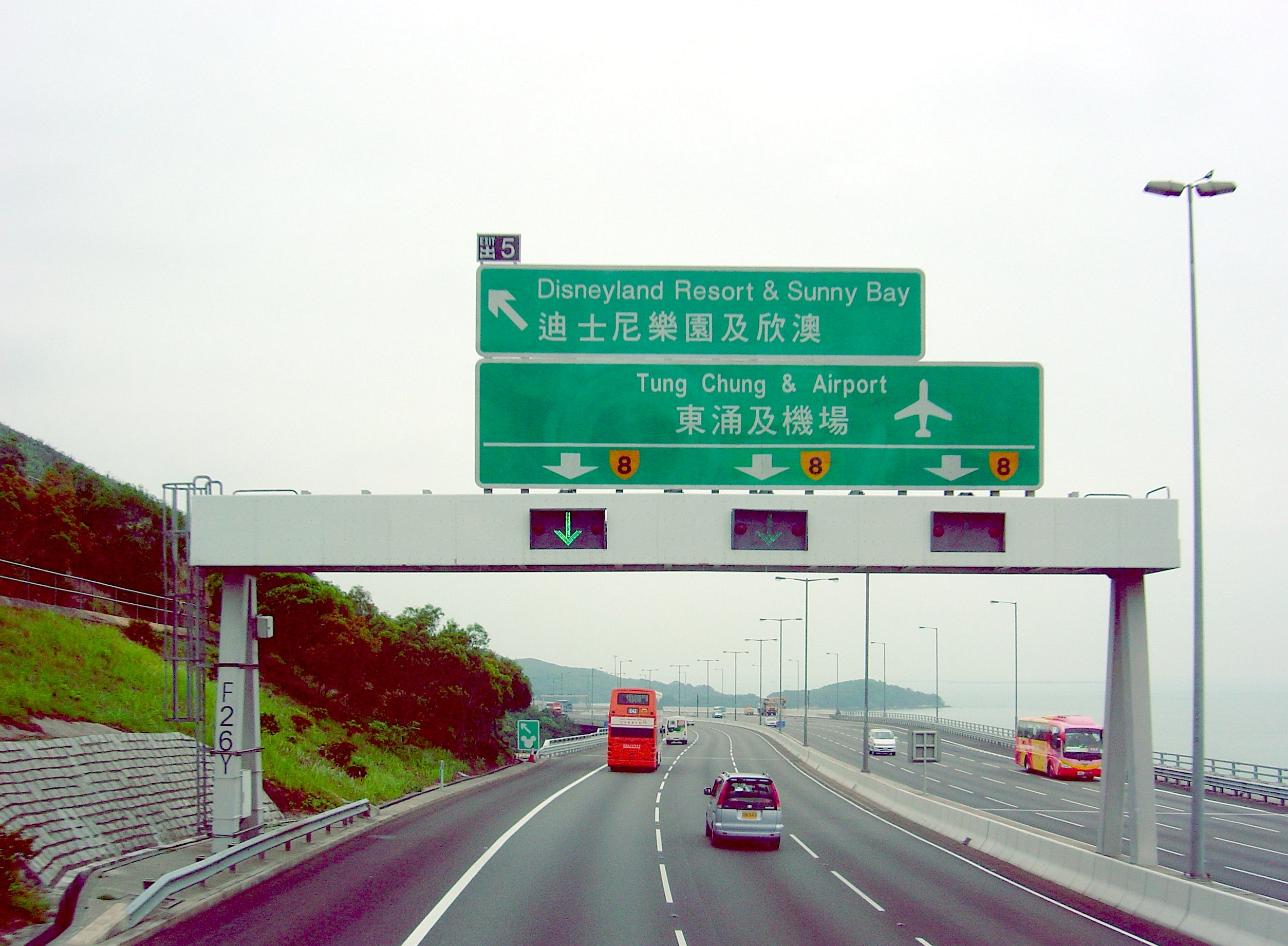
北大嶼山公路近打水灣出口

8號幹線（英語：Route 8）是香港第二長的主要幹線，連接新界大嶼山赤鱲角和沙田，1997年5月首段開通時只有赤鱲角至青衣島一段（包括北大嶼山公路和青嶼幹線）。及後在2008年3月，青沙公路沙田至長沙灣段開通（包括尖山隧道及沙田嶺隧道、大圍隧道）；2009年12月20日，青沙公路長沙灣至青衣段開通（包括昂船洲大橋及南灣隧道），標誌著8號幹線全線通車，同時成為途經最多隧道的幹線（4條）。
這條幹線當中包括一條收費路段：尖山隧道及沙田嶺隧道（合併收費）。它是連接沙田、長沙灣、青衣及大嶼山的主要幹道。當中北大嶼山公路是全港車速限制最寬鬆的路段，限速為每小時110公里。
8號幹線是香港兩條里程路標由西向東遞增的高速公路幹線之一，另一條為10號幹線。其亦為目前全港唯一一條使用四個方位作路標的幹線：如位於大圍隧道東行出口的東行31.7路標，下個路標31.8標示為北行。

## 歷史
現時8號幹線路段於1990年規劃，配合1989年的機場核心計劃。赤鱲角至青衣一段稱為9號幹線；青衣至沙田一段則稱為16號幹線。前者於1997年5月22日通車，包括北大嶼山公路、汲水門大橋及青馬大橋。
2002年11月，16號幹線（今8號幹線青衣至沙田段）開始動工興建。2004年1月31日，根據第三代幹線編號系統，9號幹線及16號幹線合併成8號幹線。其中南灣隧道早於2005年2月25日貫通，但須配合昂船洲大橋落成才一併通車。
2008年，8號幹線長沙灣至沙田段竣工，並被命名為青沙公路。公益金曾於2月24日在該路段舉行新界區百萬行。青沙公路於3月21日通車。
2009年，8號幹線長沙灣至青衣段竣工，公益金於11月15日在昂船洲大橋連同南灣隧道舉行百萬行。青沙公路餘下路段於12月20日通車，同日亦標誌着全長33.1公里的8號幹線全線通車。

## 主要路段
8號幹線途經路段有：（沙田方向顯示）北大嶼山公路、青嶼幹線（當中包括汲水門大橋、馬灣高架道路、青馬大橋三段）、青衣西北交匯處、長青公路、青沙公路（當中包括西青衣高架路、南灣隧道、東青衣高架路、昂船洲大橋、昂船洲高架路、荔枝角高架路、尖山隧道、青沙收費廣場（轉車站）、沙田嶺隧道及大圍隧道）。同時分別與3號幹線、7號幹線和9號幹線連接。
這條幹線的沙田至長沙灣段由荔枝角高架路、尖山隧道、青沙收費站、沙田嶺隧道、大圍隧道組成，長約6.7公里，耗資58億港元。沙田、大圍直出九龍西只需10分鐘，車程大為縮短；前往機場亦只需25分鐘，比取道城門隧道、德士古道和青衣北岸公路快5分鐘。這條幹線全線通車，亦可緩減青馬管制區青葵公路的擠塞情況。
該路段在西九龍公路上加建兩層天橋，由於該位置已有2層天橋，幹線建成後便出現4條天橋重疊的結構，連同連翔道地面的馬路疊成5層車路，僅次於藍田觀塘繞道、將軍澳道和鯉魚門道交匯處。由於高架路下面本身已有3層車路（連翔道時速限制達80公里、西九龍公路更達100公里）和港鐵東涌綫及機場快綫路軌，參照觀塘繞道使用傳統的搭棚建橋方法不可行，因為高架天橋下的道路和鐵路必須並非繁忙要道才可使用。西九龍公路、連翔道和港鐵東涌綫及機場快綫都是繁忙要道，加上週邊地區已陸續發展，因此只能用預製天橋組件，故工程人員先把組件運到工地，再以吊樑車把組件吊到天橋上組合，組件均重達70至120噸，以鋼筋穿好連接。由於高架路穿越多條繁忙道路如長沙灣道，平日難以封路進行工程，工程人員只能在深宵工作，每日工作約4小時，最終花了9個月，才把新天橋建成。工程期間，曾有一輛吊樑車在行駛時，吊臂不慎擊中高懸的天橋組件，結果工程人員要鑿開組件，換掉鋼筋、水泥以保安全。而這條幹線經過的地區亦是高度發展地區，因此工程為遷就地下設施如電話線、水管等，需要更改橋墩位置，或改變地下設施的線路。
路政署在這條幹線引入多項全新的防火和環保設計，如隧道頂長達數公里的熱力感應器，其形狀如一條橙色電線，一旦隧道發生火警，隧道交通督導員就可立時知悉；在高架路段兩個行車方向之間，亦新設緊急閘口，在緊急時可讓消防車駛過。
| 8號幹線路段      | 8號幹線路段          | 8號幹線路段                             | 8號幹線路段                                        |
| 行政區           | 路段名稱             | 連接幹線                                | 備註                                               |
| ---------------- | -------------------- | --------------------------------------- | -------------------------------------------------- |
| 沙田區、深水埗區 | 青沙公路（尖山段）   | 呈祥道、 城門隧道公路、大埔公路－沙田段 | 包括大圍隧道、沙田嶺隧道及尖山隧道，並設有收費廣場 |
| 深水埗區、葵青區 | 青沙公路（昂船洲段） | 西九龍公路                              | 包括南灣隧道及昂船洲大橋 快速公路                  |
| 葵青區           | 長青公路             | 汀九橋、長青隧道                        | 同屬，但兩者並不互通 快速公路                      |
| 青衣西北交匯處   |                      |                                         |                                                    |
| 葵青區、荃灣區   | 青嶼幹線             |                                         | 包括青馬大橋及汲水門大橋 快速公路                  |
| 荃灣區、離島區   | 北大嶼山公路         |                                         | 曾設有收費廣場，現已改為免費 快速公路              |

## 事件
2018年5月29日，立法會政府帳目委員會就8號幹線事宜展開聆訊，荔枝角高架道路的工程較原定完工日遲約24個月，承建商認為負責設計的顧問公司需承擔責任，向政府提出申索高達10億元，雙方調解不成功後展開仲裁。路政署最終要支付2.73億元予承建商解決紛爭，但亦成功向顧問公司追討1.33億元，即政府實際帳面損失約1.4億元。路政署署長鍾錦華在會上否認部門「先斬後奏」。立法會議員林卓廷認為事件中有人失職，批評政府監管不足。運輸及房屋局局長陳帆表示，同意審計報告內容，已責成相關部門作出檢討。

## 出口
| 8號幹線               | 8號幹線               | 8號幹線               | 8號幹線                                          | 8號幹線                           | 8號幹線               | 8號幹線               | 8號幹線                  |
| 名稱                  | 往機場方向            | 往機場方向            | 往機場方向                                       | 往沙田方向                        | 往沙田方向            | 往沙田方向            | 備註                     |
| 名稱                  | 編號                  | 連接道路              | 前往地區                                         | 前往地區                          | 連接道路              | 編號                  | 備註                     |
| 連接 大埔公路－沙田段 | 連接 大埔公路－沙田段 | 連接 大埔公路－沙田段 | 連接 大埔公路－沙田段                            | 連接 大埔公路－沙田段             | 連接 大埔公路－沙田段 | 連接 大埔公路－沙田段 | 連接 大埔公路－沙田段    |
| --------------------- | --------------------- | --------------------- | ------------------------------------------------ | --------------------------------- | --------------------- | --------------------- | ------------------------ |
|                       | 1                     | 積運街                | 大圍                                             | 大圍、荃灣                        | 美田路                | 1                     |                          |
|                       | 1A                    | 大埔公路              | 大埔公路                                         |                                   |                       |                       |                          |
| 大圍隧道              |                       |                       |                                                  |                                   |                       |                       |                          |
|                       |                       |                       |                                                  | 顯田、大圍站                      | 車公廟路              | 1B                    |                          |
| 沙田嶺隧道            |                       |                       |                                                  |                                   |                       |                       |                          |
| 尖山隧道              |                       |                       |                                                  |                                   |                       |                       |                          |
| 蝴蝶谷交匯處          | 1C                    | 呈祥道                | 葵涌、瑪嘉烈醫院                                 |                                   |                       |                       |                          |
| 荔灣交匯處            | 2A                    | 連翔道                | 長沙灣、荔枝角、香港（西）                       |                                   |                       |                       |                          |
| 荔灣交匯處            |                       |                       |                                                  | 尖沙咀、香港                      | 連翔道                | 2B                    |                          |
| 荔灣交匯處            | 2C                    | 貨櫃碼頭南路          | 昂船洲                                           |                                   |                       |                       |                          |
|                       |                       |                       |                                                  | 8號貨櫃碼頭、荔枝角、長沙灣、旺角 | 貨櫃碼頭南路          | 2D                    |                          |
| 昂船洲大橋            |                       |                       |                                                  |                                   |                       |                       |                          |
|                       | 3                     | 青衣路、青衣航運路    | 青衣、9號貨櫃碼頭                                | 青衣、9號貨櫃碼頭                 |                       | 3                     |                          |
| 南灣隧道              |                       |                       |                                                  |                                   |                       |                       |                          |
| 青衣西北交匯處        | 3A                    | 長青公路              | 元朗                                             |                                   |                       |                       |                          |
| 青衣西北交匯處        |                       |                       |                                                  | 貨櫃碼頭 1-7、九龍、香港          | 長青公路 (南行)       | 4A                    |                          |
| 青衣西北交匯處        |                       |                       |                                                  | 青衣（北）、荃灣、沙田            | 青衣北岸公路          | 4B                    |                          |
| 青衣西北交匯處        |                       |                       | 觀景台                                           |                                   |                       | 4B                    |                          |
| 青衣西北交匯處        |                       |                       |                                                  | 屯門、元朗                        | 長青公路 (北行)       | 4B                    |                          |
| 青馬大橋              |                       |                       |                                                  |                                   |                       |                       |                          |
|                       | 4C                    | 馬灣路                | 馬灣                                             |                                   |                       |                       | 祗限持有許可證之車輛駛入 |
| 汲水門大橋            |                       |                       |                                                  |                                   |                       |                       |                          |
|                       | 5                     | 竹篙灣公路            | 迪士尼樂園、欣澳                                 | 迪士尼樂園、欣澳                  | 竹篙灣公路            | 5                     |                          |
|                       | 5A                    | 順朗路                | 屯門、珠海、澳門                                 |                                   |                       |                       |                          |
|                       | 6                     | 深水角徑              | 小蠔灣車廠                                       | 小蠔灣車廠                        | 深水角徑              | 6                     |                          |
|                       |                       |                       |                                                  | 屯門、珠海、澳門                  | 順朗路                | 6A                    |                          |
| 東涌東交匯處          | 6B                    | 裕東路、怡東路        | 東涌市中心、東涌（西）、北大嶼山醫院、東涌纜車站 |                                   |                       |                       |                          |
|                       | 6C                    | 東涌海濱路            | 東涌（北）、東涌纜車站                           |                                   |                       |                       |                          |
| 連接機場路            |                       |                       |                                                  |                                   |                       |                       |                          |